# Лепешкайте, Нийоле
Нийоле Лепешкайте ( лит. Nijolė Lepeškaitė; род. 3 августа 1947, д. Зипляй) — литовская советская актриса. Заслуженная артистка Литовской ССР (1979).

## Биография
Родилась в 1947 году в деревне Зипляй, Шакяйский район, Литовская ССР.
В 1964—1968 году окончила актёрский факультет Литовской государственной консерватории.
С 1968 года — актриса Каунасского драматического театра.
В 1975—1990 годах — руководитель детской театральной студии при Дворце культуры и спорта в Каунасе. 
В дальнейшем - преподаватель актёрского мастерства, с 1999 года — руководитель своей театральной студии «Мой театр».

## Филмография
Снялась в более чем 30 фильмах и сериалах, в том числе:
- 1967 — Игры взрослых людей / Suaugusių žmonių žaidimai — Алдона
- 1969 — Красавица / Gražuolė — продавщица цветочной оранжереи (нет в титрах)
- 1969 — Чёрный, как я — девушка в баре (нет в титрах)
- 1970 — Берег ветров / Tuuline rand — Лиза
- 1971 — Камень на камень / Akmuo ant akmens — Рожите
- 1972 — Подводя черту / Ties riba — Але, дочь Швегжды — главная роль
- 1974 — Садуто туто / Sadūto tūto — Ула, дочь лесничего
- 1975 — Тревоги осеннего дня / Nerami rudens diena — Юрате, жена Юренаса
- 1976 — Венок из дубовых листьев / Virto ąžuolai — Казите — главная роль
- 1978 — Жизнь Бетховена — Брунсвик
- 1980 — Факт / Faktas — Моника
- 1981 — Игра без козырей / Lošimas be kozirių — Регина, зав. лабoратории института
- 1981 — Медовый месяц в Америке / Medaus mėnuo Amerikoje -Мэри
- 1981 — Рай красного дерева / Raudonmedžio rojus — медсестра
- 1984 — Девять кругов падения / Devyni nuopuolio ratai — Людвисе
- 1986 — Беньяминас Кордушас / Benjaminas Kordušas — Морта
- 1986 — Корона ужа / Žalčio karūna — жена Добужинского
- 1986 — Перехват — эпизод
- 1988 — Вилюс Каралюс / Vilius Karalius — Мартинайтене
- 1988 — Лето в веснушках / Strazdanota vasara — мама Адулиса и Раполаса
- 1989 — Хамелеон / Chameleonas — Уне, жена Скирмониса

## Награды
- Медаль ордена «За заслуги перед Литвой» (2018)[1]
- Заслуженная артистка Литовской ССР (1979)